# Microsoft Office 2024
Microsoft Office 2024 je verze kancelářského balíku Microsoft Office, která nahrazuje Microsoft Office 2021. Oficiálně byla vydána 1. října 2024 pro Windows 10, Windows 11, macOS, Windows Server 2019, Windows Server 2022 a Windows Server 2025.

## Informace o verzi
Office 2024 zůstává na stejné hlavní verzi 16 jako předchozí verze Office; přináší několik nových funkcí v Excelu, vylepšenou dostupnost, lepší obnovení sezení ve Wordu, nové možnosti v Accessu a nový, modernější design.
Podpora pro maloobchodní verze Office 2024 skončí 9. října 2029.